# To Separate the Flesh from the Bones
To Separate the Flesh from the Bones – fińska grupa goregrindowa powstała w roku 2004.

## Życiorys
Zespół powstał w roku 2004 z inicjatywy trzech muzyków metalowych oraz rockowych, którzy z początku dla zabawy postanowili zagrać grindcore, bądź też brutal death metal. Pasi Koskinen, dawny członek grupy Amorphis i Niclas Etelävuori, obecnie w Amorphis oraz Mika Karppinen, znany jako Gas z grupy HIM byli właśnie tymi muzykami.
Pomimo iż ich prawdziwe imiona i nazwiska są powszechnie znane, używają pseudonimów oraz masek podczas występów na żywo. W swojej twórczości muzycy stawiają głównie na brutalne, szybkie i krótkie piosenki o tematyce charakterystycznej dla gatunku gore.
W roku 2004 wydali swoją pierwszą EP-kę, For Those About to Rot. Tytuł jest parodią tytuły albumu AC/DC, For Those About to Rock.
Następnie 24 listopada tego samego roku, przez współpracę z Spinefarm Records, wydany zostaje pierwszy pełny album Utopia Sadistica. W nagrywaniu albumu, gościnnie udzielił się członek legendarnej grupy Carcass, Jeff Walker.

## Członkowie
- Herr Arschstein (Pasi Koskinen) – gitara elektryczna, wokal
- Rot Wailer (Niclas Etelävuori) – gitara basowa
- Pus Sypope (Mika "Gas" Karppinen) – perkusja

## Dyskografia
- For Those About to Rot (EP, 2004)
- Utopia Sadistica (LP, 2004)